# Kenchanapura, Magadi
Kenchanapura là một làng thuộc tehsil Magadi, huyện Ramanagara, bang Karnataka, Ấn Độ.